# Almenara de Adaja
Almenara de Adaja is een gemeente in de Spaanse provincie Valladolid in de regio Castilië en León met een oppervlakte van 17,16 km². Almenara de Adaja telt 26 inwoners (1 januari 2016).

## Demografische ontwikkeling
Bron: INE, 1857-2011: volkstellingen